# Филип Стоянов
Филип Стоянов е български духовник, просветен и църковен деец от Македония.

## Биография
Филип Стоянов е роден в 1840 година в Якоруда, тогава в Османската империя, днес в България. Получава образование във взаимно училище. В 1867 или 1869 година приема свещенически сан и става свещеник в родното си село. Участва в подготовката на Априлското въстание в Разлога, покръстен от Кузман Поптомов, като революционният комитет в Якоруда е основан в къщата му. При разгрома на революционната мрежа е арестуван и затворен в Мехомия и Неврокоп, където е жестоко изтезаван. По-късно е освободен срещу подкуп и продължава свещеническата си дейност в родното си село. Властите продължават да му правят проблеми.
Умира на 1 май 1912 година в Якоруда. Баща е на писателя Никифор Попфилипов.